# Elisenda Roca
Elisenda Roca Palet (Barcelona, 14 de febrero de 1963) es una periodista, directora teatral, escritora de libros infantiles, profesora universitaria y presentadora de televisión española.

## Biografía
Estudió Ciencias de la Información en la Universidad Autónoma de Barcelona. Ha sido vicedecana del Colegio de Periodistas de Cataluña. Dirige la productora de audiovisuales Paraula. Formó parte del jurado del premio literario Lletra d'Or.
Sus inicios profesionales fueron en el programa Tutti Fruti de Radio Juventud de Barcelona, cuando contaba diecisiete años. En Radiocadena Española editó y presentó el informativo matinal junto a Ana María Bordas. En Antena 3 Radio presentó Buenas tardes, Viva la gente de Barcelona, El guateque o Los 33 de antena.
En 1990 fue fichada por la recién creada televisión Antena 3, donde conduce el concurso Los segundos cuentan. Permaneció en la cadena hasta febrero de 1991.
Se convirtió así en el primer fichaje de una profesional de una cadena privada a la televisión pública para presentar el espacio que mayor popularidad le proporcionaría: el concurso cultural Cifras y letras, en Televisión Española, gracias al cual consiguió en 1994 los premios Antena de Oro, Premios Ondas y TP de Oro. Se mantuvo en el espacio hasta 1996 y en 1995 lo compaginaba con el espacio de debate intergeneracional A las diez en casa y con Telepasión española en La 1 de TVE.
En 1998, colaboró en el magacín Les mil i una de Jordi González en TV3, en el que participaba en la tertulia de cine junto a Jaume Figueras y Guillermina Motta. En radio, dirigió y presentó Les tardes amb Elisenda Roca (1999) en la cadena COM Ràdio de Barcelona durante cinco temporadas. En este magazín de tarde, recuperó el teatro radiofónico con guiones originales y la participación de Rosa María Sardà, Sergi Belbel, Miquel García Borda, entre otros (Eulàlia, de Núria Furió, Rick Rovira, de Núria Furió, Somnien les ovelles científics clònics?, de David Plana, Ni cinc!, de Xevi Aranda, y Una vida més al sud, de Sergi Pompermaier). En la misma emisora dirigió y presentó el programa de fin de semana Dies de Ràdio (2000-2005). 
Presidió y coordinó Información. Poder y ética en el siglo XXI, un encuentro internacional de periodismo, dirigido por Manuel Campo Vidal, en el Fórum Universal de las Culturas 2004. 
Condujo los programas Qui ho diría y La Marató de TV3, dedicada a las enfermedades neurodegenerativas junto a Antoni Bassas y Àngels Barceló, para posteriormente fichar por Betevé, donde ha estado al frente del debate político Plats pel cap, del concurso Joc de paraules y, desde el 2005 al 2009 del magacín de actualidad La tarda. 
En enero de 2006 se estrenó como directora teatral con una adaptación de Misterioso asesinato en Manhattan de Woody Allen, con interpretación de Montse Guallar, Àlex Casanovas y Pep Ferrer en el Teatro Tívoli de Barcelona, prorrogando en el Teatro Condal.
El 14 de febrero de 2013, estrenó el musical de Joe DiPietro y Jimmy Roberts T'estimo, ets perfecte, ja et canviaré en el Teatro Poliorama con Mercè Martínez, Jordi Vidal, Muntsa, Rius y Frank Capdet en el reparto y los músicos Víctor Pérez Vigas, violín y Andreu Gallén, piano y dirección musical. Después de una larga gira por Cataluña, el musical volvió el 14 de febrero de 2014 al Teatro Goya Codorníu con Iván Labanda y Jordi Llordella en los papeles masculinos. El musical vuelve a recalar de nuevo en el Teatre Poliorama con la incorporación de Ferrán González y Xavier Mestres sustituyendo a Llordella i Labanda. La obra consiguió el Premio Butaca al mejor Musical y el Premio Butaca a la mejor actriz para Mercè Martínez. En noviembre de 2015 dirige 73 raons per deixar-te un musical con texto de Guillem Clua y música de Jordi Cornudella. En la dirección musical repite con el pianista y compositor Andreu Gallén. La obra se estrena en gira para hacer temporada en el Teatre Goya de Barcelona. Protagonizan el montaje Mercè Martínez, Marc Pujol, Mone Teruel y Abel Folk. Después de la marcha de Folk para protagonizar una serie en Antena 3, es sustituido por Àlex Casanovas.
Trabajó como articulista en el diario Ara y en la revista Descobrir Catalunya, participó en la tertulia de actualidad del programa 8 al día de Josep Cuní en 8tv y colaboró en el programa de radio El món de Jordi Basté y en la Tertúlia Exprés del programa La primera pedra, de Jordi Margarir, ambos en RAC1. Asimismo, realizó crítica de televisión en el programa Gente despierta de Carles Mesa en RNE y colaboró en Catorze. Cultura viva, la web cultural dirigida por Eva Piquer con la pàgina Gent que val la pena. Su blog en la web criatures.cat era S'aixeca el teló. 
Desde el 23 de agosto de 2021, es la voz en off del concurso Saber y ganar presentado por Jordi Hurtado en La 2 de TVE, en sustitución de Juanjo Cardenal. Se convirtió en profesora en la IDEC-Universidad Pompeu Fabra del máster de comunicación audiovisual dirigido por Emma Rodero y en la Universidad Ramon Llull del máster de televisión dirigido por Marta Casagolda y Pol Marsà. Realiza doblaje en cine y publicidad.

## Libros publicados
- Vamos a ser padres de Grijalbo, Serem pares, Rosa dels Vents.
- Què puc menjar si estic embarassada? Rosa dels Vents (traducido al portugués Vamos a ser país, Casa das letras)
- Qué puedo comer si estoy embarazada? Grijalbo,
- Joc de Paraules
- Empúries,
- M’expliques un conte?
- Fora malsons!/¡Fuera pesadillas!
- No som els tres porquets/No somos los tres cerditos,
- Hola, gràcies, adéu/Hola, gracias, adiós
- Això és meu/ Esto es mío
- ''Pim! Pam! Pum! una colección para primeros lectores de editorial Bambú, traducidos al inglés,chino y coreano,
- Misteri a Moltmort, una novela juvenil de aventuras publicada por Cruïlla de la colección El vaixell de Vapor.